# Farní kostel

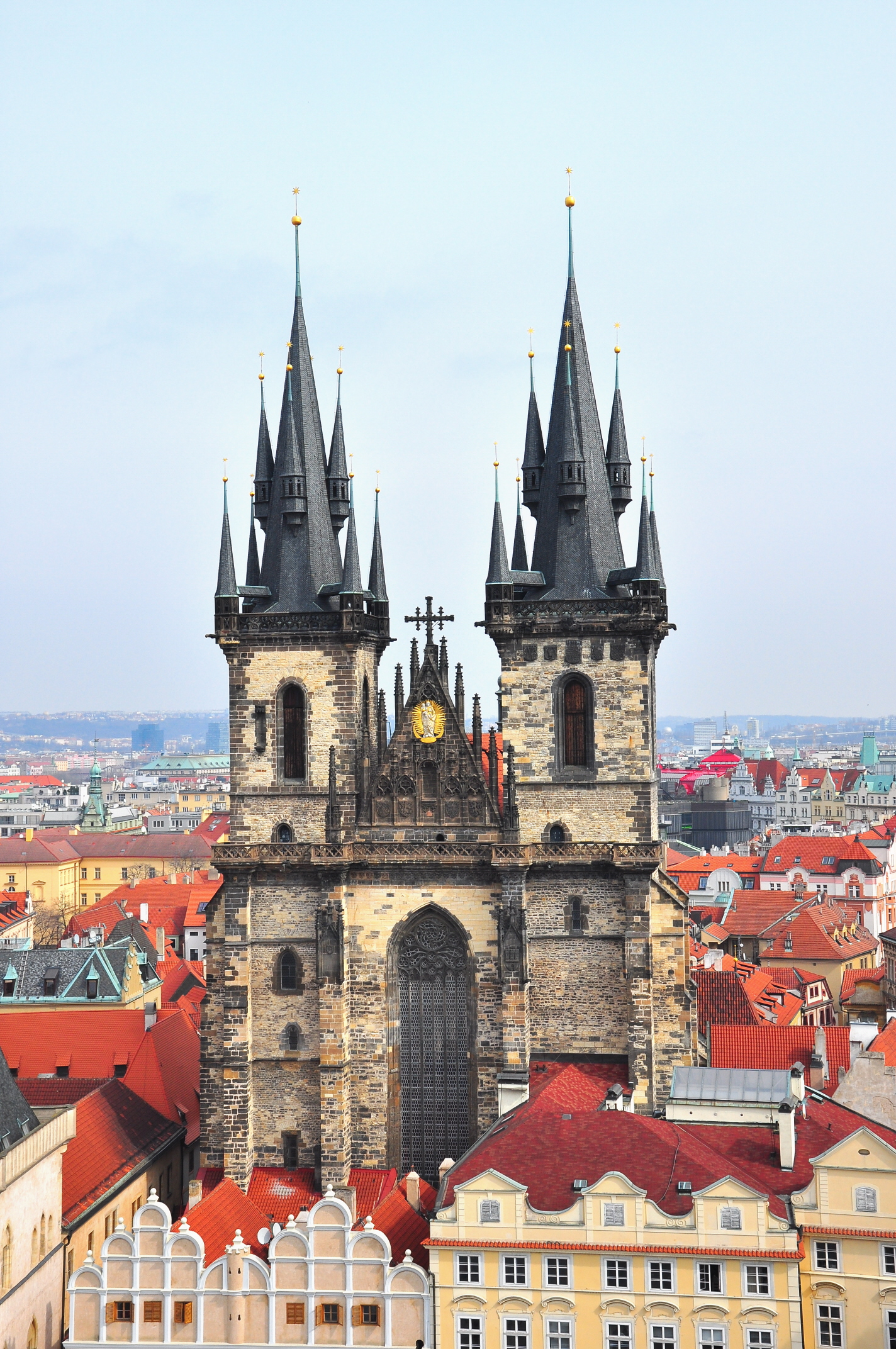
Hlavní farní kostel Starého Města
(Kostel Matky Boží před týnem)

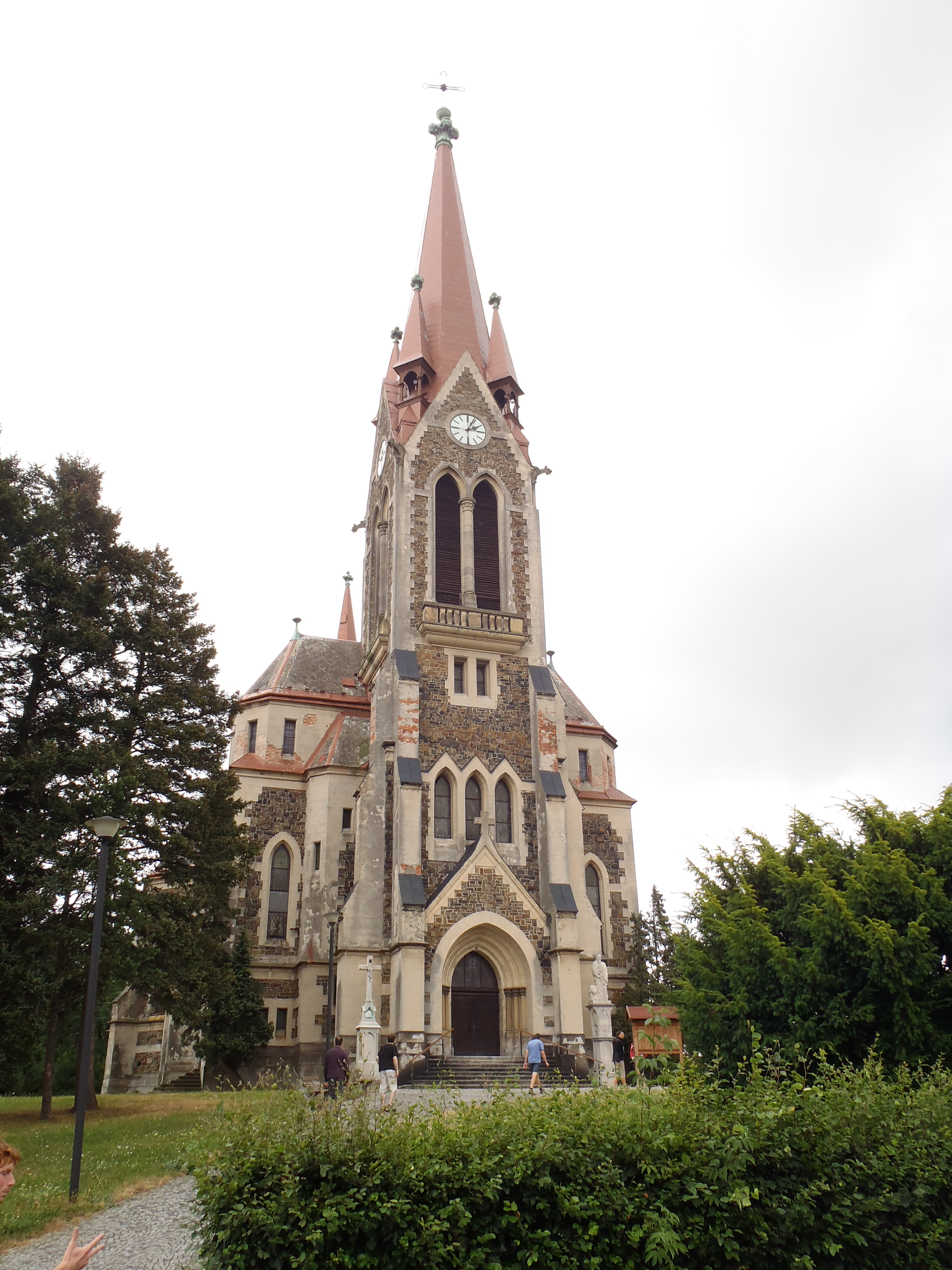
Vítkov, farní kostel

Farní kostel je v územním členění různých křesťanských církví hlavní kostel farnosti (lat. parochia, z řec. paroikia, sousedství), kde sídlí farář. Pokud je kostel sídlem faráře s titulem arciděkana či děkana, nazývá se arciděkanský či děkanský, plní ale stejnou funkci jako farní. Vedlejší kostely farnosti se nazývají filiální.
Co se týče vlastnických vztahů, bývá farní kostel v majetku farnosti, ale může být i v majetku veřejné právnické osoby, jako je např. město nebo obec. V takovém případě získává kostel i přídomek městský či obecní. Pokud je budova kostela v majetku nějaké instituce či soukromé osoby, další přídomky se zpravidla neuvádějí.

## Popis
V katolické církvi je farnost právnickou osobou, kterou zřizuje diecézní biskup. Ve farním kostele se mají pravidelně konat bohoslužby a také křty, svatby a pohřby farníků. Věřící už dnes nejsou vázáni ke své farnosti, jako tomu bylo dříve, kánon 857 CIC jim ale doporučuje, aby se bohoslužeb účastnili právě zde.
Podobně je tomu v luterských církvích v Německu a ve skandinávských zemích, kde se místo farnosti užívá termínu „církevní obec“ (Kirchengemeinde). Pojem farní kostel se však v poslední době užívá méně často.
V Anglii a ve Skotsku je farní organizace téměř úplná a užívají ji anglikáni i presbyteriáni.